# Alyscamps
Alyscamps je velika rimski nekropolis (lat. grad mrtvih) malo udaljen od zidina Arlesa u Francuskoj. Jedan je od najpoznatijih nekropolisa na svijetu. Ime je verzija latinskog izraza Elisii Campi – Champs-Élysées ili Elizijske poljane.
Rimski gradovi su tradicionalno zabranjivali pokope unutar gradskih granica, pa je bilo uobičajeno da su do cesta odmah izvan grada bili redovi grobnica i mauzoleja (Apijski put izvan Rima je dobar primjer). Alyscamps su bili glavno ukopno mjesto Arlesa gotovo 1500 godina. To je bio glavni dio Aurelijevog puta koji je vodio do gradskih vrata, i upotreblavao se kao ukopno mjesto za bogate građane, čiji su grobovi varirali od jednostavnih sarkofaga do velikih spomenika.
Alyscamps se nastavio koristiti nakon pokrštavanja u 3. stoljeću. Sv. Genezije, rimski službenik, kojemu je odrubljena glava 250. jer nije želio progoniti kršćane, pokopan je tamo i odmah se stvorio njegov kult. Sv. Trofimije, prvi biskup Arlesa, pokopan je tamo ubrzo nakon toga. Legenda kaže da je sam Krist prisustvovao na ceremoniji, ostavljajući otisak koljena na poklopcu sarkofaga. 
Tada je područje postalo vrlo popularno za pokop i grobnice su se uskoro namnožile. U 4. stoljeću već je bilo nekoliko tisuća grobnica, a sarkofazi su se zakapali na tri razine. Pokop u Alyscampsu je bio toliko željen da su tijela dolazila tamo iz cijele Europe, a mornari na Rhoni su dobro zarađivali od prijenosa lijesova u Arles.
Alyscamps je bio u uporabi u srednjem vijeku, iako je preseljenje relikvija sv. Trofimija u katedralu 1152. smanjilo njegov prestiž. Kroz renesansu, nekropolis je bio sustavno pljačkan, a gradski vijećnici su poklanjali sarkofage istaknutim posjetiteljima da bi u njemu bili pokopani ili lokalnom stanovništvu kao građevni materijal. Još više je oštećen izgradnjom pruge i kanala preko njega u 19. stoljeću. U vrijeme kada je Vincent van Gogh naslikao sliku Alyscamps 1888., Alyscamps je bio tek ostatak nekadašnjeg nekropolisa. Od tada je obnovljen i pretvoren u otvoreni muzej. 
Najbolji sarkofazi su sada na izložbi u Muzeju antičke povijesti u Arlesu, koji ima jednu od najboljih kolekcija rimskih sarkofaga na svijetu.